# Critoniadelphus
Critoniadelphus là một chi thực vật có hoa trong họ Cúc (Asteraceae).

## Loài
Chi Critoniadelphus gồm các loài: